# 古代都市ダマスカス
古代都市ダマスカス（こだいとしダマスカス）は、シリアの首都ダマスカスの旧市街に残る歴史的な構造物が登録されたユネスコの世界遺産（文化遺産）。1979年に登録された。2013年にシリア内戦による被害のため、シリア国内の他の5つの世界遺産とともに危機遺産に登録された。

## 概要
エジプト、メソポタミア、地中海地域を結ぶ交通の要衝の地として、紀元前3000年ごろから形成された都市。中東でも最古の都市の1つである。
バラダ川の南側にあるダマスカス旧市街(Old Damascus)は、城壁に囲まれた歴史のある地域である。この城壁は、1世紀頃、ローマが最初に建設したと言われている。2004年現在残っているものは、13世紀から14世紀にかけて、十字軍やモンゴル帝国の侵略を防ぐために、アラブ人が建築したものである。城壁には、7つの門が残っている。旧市街地は、狭い入り組んだ道になっているが、東西に走る真っ直ぐな道(Straight Street)は、新約聖書にも登場している。
世界最古のモスクといわれる、ウマイヤド・モスクも旧市街地にある。

## 歴史
エジプトとメソポタミアを結ぶ交通の要衝であり、紀元前3000年ごろから都市が形成しはじめたと考えられている。
アレキサンダー大王の東征以後は、ギリシャ、ローマ帝国の支配下に置かれる。
635年、アラブ人が侵入。661年から750年まで、ウマイヤ朝の首都として栄える。
1946年、シリアの首都となる。

## 主な建築物
- 城壁
- 城塞 (Citadel)
- アゼム宮殿

### ウマイヤド・モスク

ウマイヤド・モスク

ウマイヤ朝の支配下、715年に建築された世界最古のモスク。建設には10年以上の月日が費やされたといわれている。
イスラム教の4大聖地の1つに数えられており、シリア国内はもちろん、周辺のイスラム諸国から巡礼ツアーが訪れる。非イスラム教徒の入場も許可されているが、入る門は制限されている。また、成人女性の入場にはベール等で髪を隠すことが義務付けられている。

### サラーフッディーン廟
ウマイヤド・モスクの北門近くにある十字軍を撃退した英雄サラーフッディーン（サラディン）を埋葬している建物。城砦近くには、馬に跨ったサラーフッディーンの銅像も建っている。

## 登録基準
この世界遺産は世界遺産登録基準のうち、以下の条件を満たし、登録された（以下の基準は世界遺産センター公表の登録基準からの翻訳、引用である）。
- (1) 人類の創造的才能を表現する傑作。
- (2) ある期間を通じてまたはある文化圏において、建築、技術、記念碑的芸術、都市計画、景観デザインの発展に関し、人類の価値の重要な交流を示すもの。
- (3) 現存するまたは消滅した文化的伝統または文明の、唯一のまたは少なくとも稀な証拠。
- (4) 人類の歴史上重要な時代を例証する建築様式、建築物群、技術の集積または景観の優れた例。
- (6) 顕著で普遍的な意義を有する出来事、現存する伝統、思想、信仰または芸術的、文学的作品と直接にまたは明白に関連するもの（この基準は他の基準と組み合わせて用いるのが望ましいと世界遺産委員会は考えている）。

登録基準に基づく評価内容は以下の通り。
- (1)  ダマスカスは、それを創り出した文明の独特の美的達成を証明している。大モスクはウマイヤ朝建築の傑作であり、城塞、アゼム宮殿、マドラサ、ハーン、公衆浴場、個人の住居など、さまざまな時代の他の主要な建造物とともに、この達成を証明している。
- (2) ダマスカスは、イスラム教の最初のカリフ国であるウマイヤ朝の首都として、その後のアラブ諸都市の発展において重要な役割を果たした。この都市は、ギリシャ・ローマの格子から派生した都市計画の中心に大モスクを擁し、アラブ・イスラム世界にとって模範的なモデルを提供した。
- (3) 歴史と考古学の資料は、紀元前 3 千年紀に起源があることを立証しており、ダマスカスは世界で最も古くから人が住み続けている都市の 1 つとして広く知られている。比類のない大モスクは、ウマイヤ朝の稀少かつ極めて重要な記念碑である。現在の市壁、城塞、いくつかのモスクや墓は中世から残っており、宮殿や民家を含む市の建築遺産の大部分は、16 世紀初頭のオスマン帝国の征服後に遡る。
- (4) ダマスカスの大モスクとしても知られるウマイヤド大モスクは、世界最大のモスクの一つであり、イスラム教の勃興以来、継続的に祈りが捧げられている最古の地の一つである。そのため、重要な文化的、社会的、芸術的発展を構成している。
- (6) 都市は、特にイスラム時代の重要な歴史的出来事、思想、伝統と密接に結びついている。これらは、都市のイメージとイスラムの歴史と文化の影響を形成するのに役立っている。